# 스도촌 (도치기현)
스도촌(須藤村)은 도치기현 하가군에 속했던 촌이다.

## 지리
현재의 모테기정 북서부에 해당한다.

## 역사
- 1889년 4월 1일 - 정촌제 시행에 의해 하가군 스도촌이 성립하였다.
- 1954년 8월 1일 - 모테기정, 사카가와촌, 나카가와촌과 합병해 모테기정이 성립하여, 스도촌은 소멸하였다.

## 인구
| 1889년 | 2,676 |
| 1891년 | 3,543 |
| 1899년 | 4,043 |
| 1920년 | 4,289 |
| 1935년 | 4,618 |
| 1950년 | 5,648 |

## 참고문헌
- 角川日本地名大辞典編纂委員会『가도카와 일본 지명 대사전 9 栃木県』、가도카와 쇼텐、1984年 ISBN 4-04-001090-6
- 日本加除出版株式会社編集部『全国市町村名変遷総覧』、日本加除出版、2006年、ISBN 4-8178-1318-0